# Painkiller (datorspel)
Painkiller är ett förstapersonsskjutspel utvecklat av People Can Fly och utgivet av DreamCatcher. Spelet släpptes i april 2004. 
Sedan kritikern Ben "Yahtzee" Croshaws recension på spelet har försäljningen på Painkiller tredubblats.
November 2004 släpptes expansionen Battle Out of Hell.

## Expansioner
| Titel                          | Utgivningsdatum | Windows | Konsoler | Utvecklare       | Utgivare                 | Anteckningar          |
| ------------------------------ | --------------- | ------- | -------- | ---------------- | ------------------------ | --------------------- |
| Painkiller: Battle out of Hell | 2004            | Ja      | Nej      | People Can Fly   | DreamCatcher Interactive | Requires base game    |
| Painkiller: Overdose           | 2007            | Ja      | Nej      | Mindware Studios | DreamCatcher Interactive | Stand-alone expansion |
| Painkiller: Resurrection       | 2009            | Ja      | Nej      | Homegrown Games  | DreamCatcher Interactive | Stand-alone expansion |
| Painkiller: Redemption         | 2011            | Ja      | Nej      | Eggtooth Team    | DreamCatcher Interactive | Stand-alone expansion |
| Painkiller: Recurring Evil     | 2012            | Ja      | Nej      | Med-Art          | THQ Nordic               | Stand-alone expansion |